# Branko Kostić

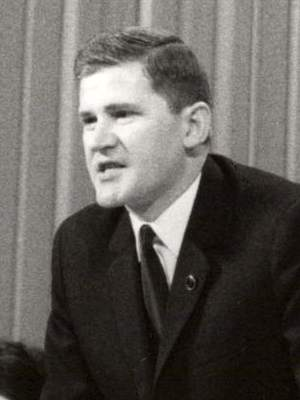
Branko Kostić (1968)

Branko Kostić (serbisch-kyrillisch Бранко Костић; * 28. August 1939 in Rvasi, Jugoslawien; † 20. August 2020 in Podgorica, Montenegro) war ein  jugoslawischer Politiker des Bundes der Kommunisten Jugoslawiens (BdKJ).

## Biografie
Kostić war von März 1989 bis Dezember 1990 Vorsitzender des Präsidiums der Sozialistischen Republik Montenegro und damit Präsident dieser jugoslawischen Teilrepublik.
1991 löste er Nenad Bućin als Vertreter Montenegros im Präsidium der Sozialistischen Föderativen Republik Jugoslawien (SFRJ) ab. Am 3. Oktober 1991 wurde er als Nachfolger von Stjepan Mesić amtierender Vorsitzender des Präsidiums und dadurch nominell Staatspräsident der SFRJ. Dieses Amt behielt er bis zum 15. Juni 1992 und war der letzte Amtsinhaber.